# ضوء الأرض

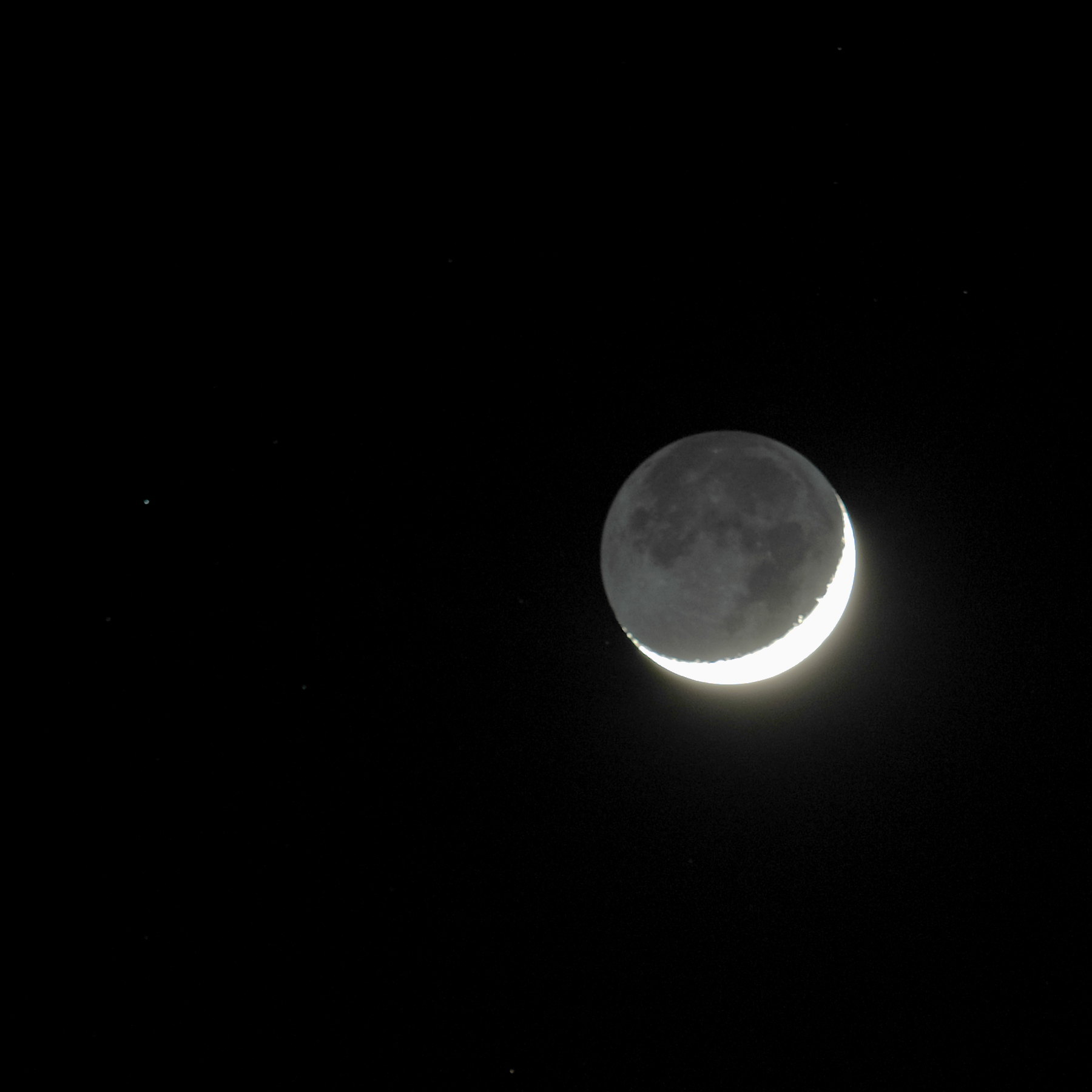
يصبح الجانب الليلي من القمر المُضاء بضوء الأرض مرئيًا بجوار الهلال الضيق (11 في المئة ، عمر القمر = 3.3 أيام) بلون أرمد. التقطت الصورة 20 درجة في سماء المساء الغربية بعد فترة وجيزة من الاعتدال الربيعي مع مسير الشمس شديد الانحدار في يُرى من برلين. على اليسار

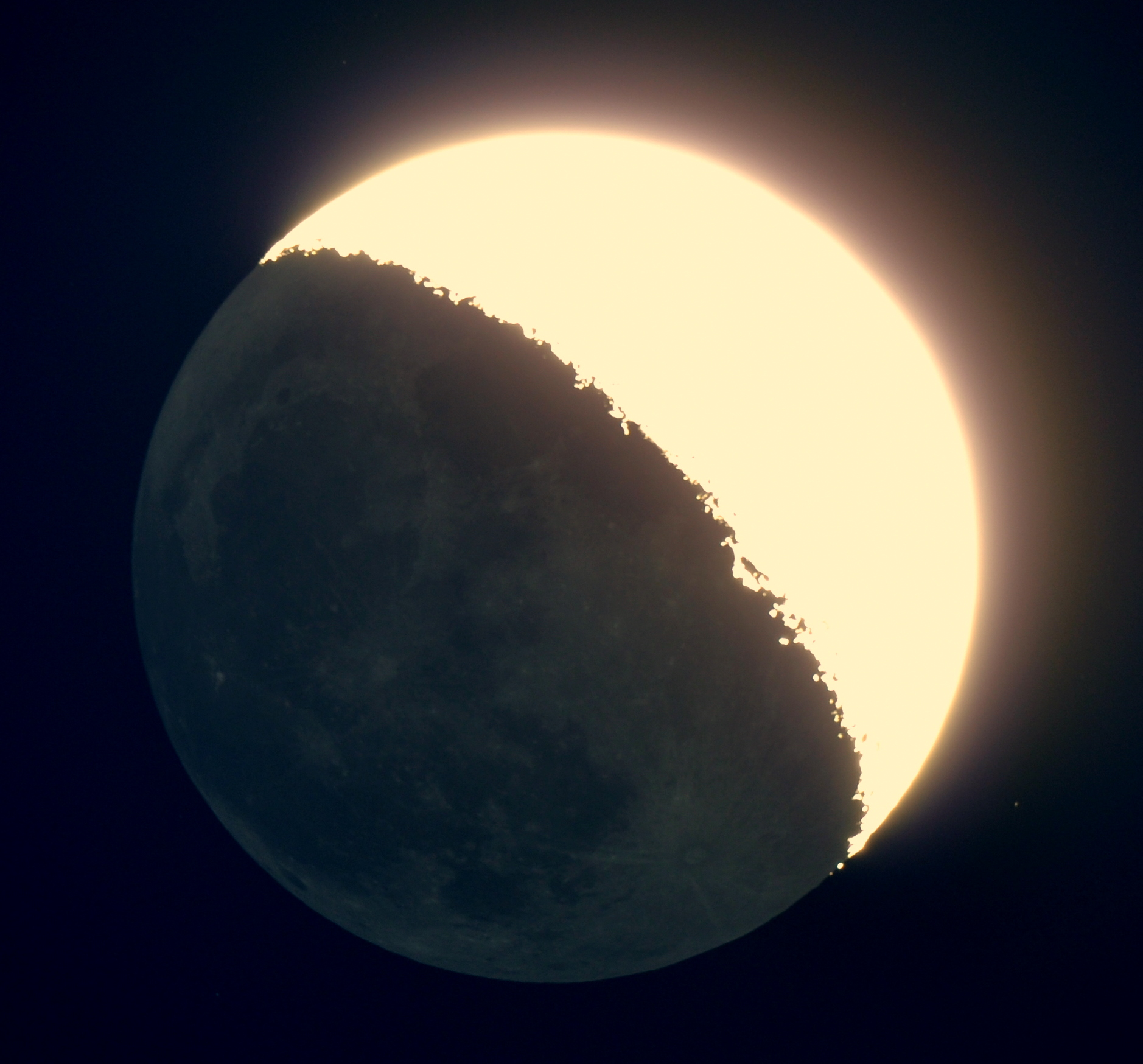
خلال طور الهلال ، يعكس الجانب المظلم من القمر ضوء الشمس غير المباشر المنعكس من الأرض في حين يعكس الجانب الآخر ضوء الشمس المباشر.

ضوء أو وهج الأرض هو انعكاس عشوائي لضوء الشمس المنعكس من سطح الأرض والسحاب، وهو الإضاءة الخافتة للجزء غير المضاء من القمر بواسطة ضوء الشمس غير المباشر.